# Douangdeuane Bounyavong
Pour les articles homonymes, voir Bounyavong.
Douangdeuane Bounyavong (Lao ດວງເດືອນ ບຸນຍາວົງສ Dūangdư̄an Bunyāvong), née le 11 juin 1947 est une écrivaine laotienne. Elle aussi connue sous son nom de jeune fille Douangdeuane Viravong  ainsi que sous le nom de plume Dok Ked (ດອກເກດ).

## Biographie
Elle est la fille de Sila Viravong (1905-1987), connu aussi avec le titre Maha Sila Viravongs), grand érudit lao et figure majeure du renouveau culturel du Laos moderne.
Elle est une spécialiste des tissus au Laos. Elle est diplômée en chimie et en physique (maîtrise obtenue à l’université d’Amiens en France). Elle est une figure importante de la vie intellectuelle laotienne. Ses travaux sur l'art du tissage laotien, son implication dans l'éducation et l'alphabétisation font d'elle un acteur important de la sauvegarde de l'héritage culturel des laotiens et de la préservation de la culture traditionnelle du Laos et d'Asie.
Éditrice, elle est à l'origine de la première maison d'édition privée de la république démocratique populaire du Laos, Dokked Publishing (ບໍລິສັດ ດອກເກດ.
Elle a publié plusieurs recueils de poésie, des livres sur la couture et des contes traditionnels laotiens, comme Kam Pha Phi Noi (Le petit orphelin et l'esprit).
Elle est la veuve de l'écrivain Outhine Bounyavong.
En 2005, PeaceWomen Across the Globe la nomme parmi 1000 femmes de plus de 150 pays différents pour le prix Nobel de la paix.

## Publications
- Learning Lao
- Writing Lao
- Infinit design
- Illustrated directory

## Expositions et colloques
- Vientiane (1990)
- ChiangMai, Seattle (1992)
- Machida (Japon, 1994)
- Xiengkhuang (1995)
- Vientiane (1996)

## Distinction
- Prix de la culture asiatique de Fukuoka 2005[5]
- Prix des écrivains de l'Asie du Sud-Est (S.E.A Award) 2006